# Estación Esmeralda (Chile)
Esmeralda fue una estación de ferrocarriles chilena ubicada en la comuna de Melipilla, región Metropolitana. Esta estación fue parte del Ramal Santiago-Cartagena.

## Historia
La estación fue parte del tramo original del ferrocarril que conectó a la ciudad de Santiago con Melipilla, siendo inaugurada en 1910. Sin embargo, desde un inicio esta estación fue considerada como paradero.
Hasta 1958, seguía siendo considerada como paradero. La estación fue suprimida mediante decreto del 15 de marzo de 1976. En 1980 la estación ya se encontraba en estado deplorable.